# Jackup

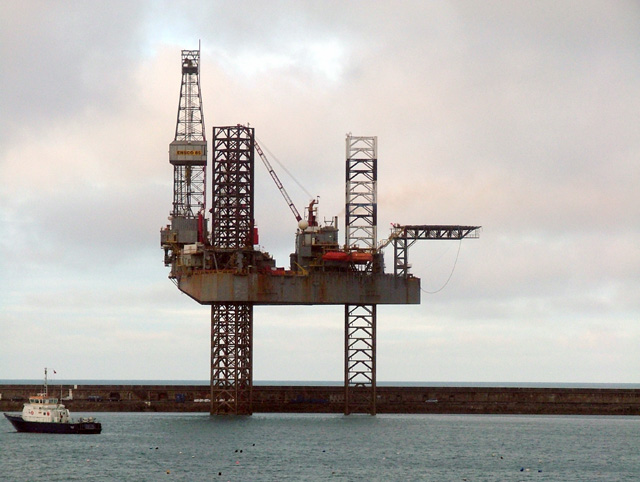
Un jackup sollevato

Un jackup o nave autosollevante è una struttura marina composta da uno scafo, delle gambe e un sistema di sollevamento. Il sistema di sollevamento permette di abbassare le gambe fino a raggiungere il suolo marino e successivamente elevare lo scafo al di sopra del pelo dell'acqua garantendo alla struttura adeguata stabilità per contrastare i carichi ambientali e di lavoro. Una volta completato il suo scopo, lo scafo viene riabbassato al punto di galleggiamento, le gambe vengono risollevate e la struttura viene mossa in un'altra posizione.
In generale, le gambe delle navi jackup possono variare da circa 60 metri a oltre 120 metri di lunghezza. Tuttavia, esistono anche piattaforme jackup specializzate, come quelle utilizzate per l'installazione di turbine eoliche offshore, che possono avere gambe ancora più lunghe per operare in acque più profonde e in condizioni meteorologiche avverse.
I jackup, grazie alla loro facilità d'installazione e disinstallazione, vengono in genere utilizzati nell'esplorazione di pozzi petroliferi, come imbarcazioni da costruzione (ad esempio nell'installazione di pale eoliche in mare aperto) e, in percentuale minore, come strutture alloggio o moduli temporanei supplementari.

## Origine del nome
Questa tipologia di imbarcazioni sono così chiamate perché capaci di auto-elevarsi sollevando e abbassando le gambe. Il termine "jacked", che in inglese vuol dire "sollevare con il cric", sta proprio ad indicare il meccanismo di sollevamento.

## Storia
Nei primi anni del 1950, l'industria delle piattaforme petrolifera era limitata alle strutture fisse. Questa soluzione risultava inconveniente, dal punto di vista economico, poiché era necessario costruire di volta in volta nuove fondazioni per ogni sito in cui si voleva perforare (pur non avendo mai la certezza che vi fosse effettivamente del petrolio). Le poche piattaforme petrolifere mobili esistenti all'epoca erano supportate da imbarcazioni che risultavano inutilizzabili nel caso di forti correnti.
Fu R. G. LeTourneau ad avere l'idea per la costruzione del primo jackup. L'uomo già popolare in America per aver depositato letteralmente centinaia di brevetti, era coinvolto nell'industria di macchine di sollevamento a terra ed ebbe l'idea di progettare una piattaforma petrolifera che potesse auto sollevarsi e ridurre i costi muovendosi facilmente da un punto all'altro.
Nonostante la buona idea, i costi di costruzione erano molto elevati e trovare investitori fiduciosi fu molto difficile. Il piano decollo quando Mr LeTournrau propose la sua idea a Zapata Offshore Company. La costruzione inizio' nel 1954. Nel dicembre del 1955 la piattaforma fu completata e utilizzata per la sua prima missione nel fiume Mississippi. Nel marzo del 1956 l'imbarcazione fu battezzata col nome "Scorpion". Era l'inizio di una nuova era per l'industria petrolifera offshore.

## Componenti dei Jackup

### Scafo
Lo scafo è quella parte della struttura che alloggia le apparecchiature, i sistemi e il personale di bordo necessari per svolgere la missione del jackup. Durante lo spostamento da una località all'altra lo scafo deve garantire il galleggiamento e deve sostenere il peso e le forze d'inerzia generate delle gambe. 
In genere, più grandi sono le dimensioni dello scafo, più agevoli sono le condizioni di lavoro. Di contro, più grande è lo scafo maggiore è il peso da sostenere e maggiori sono le forze del vento e del mare che agiscono su di esso.

### Gambe

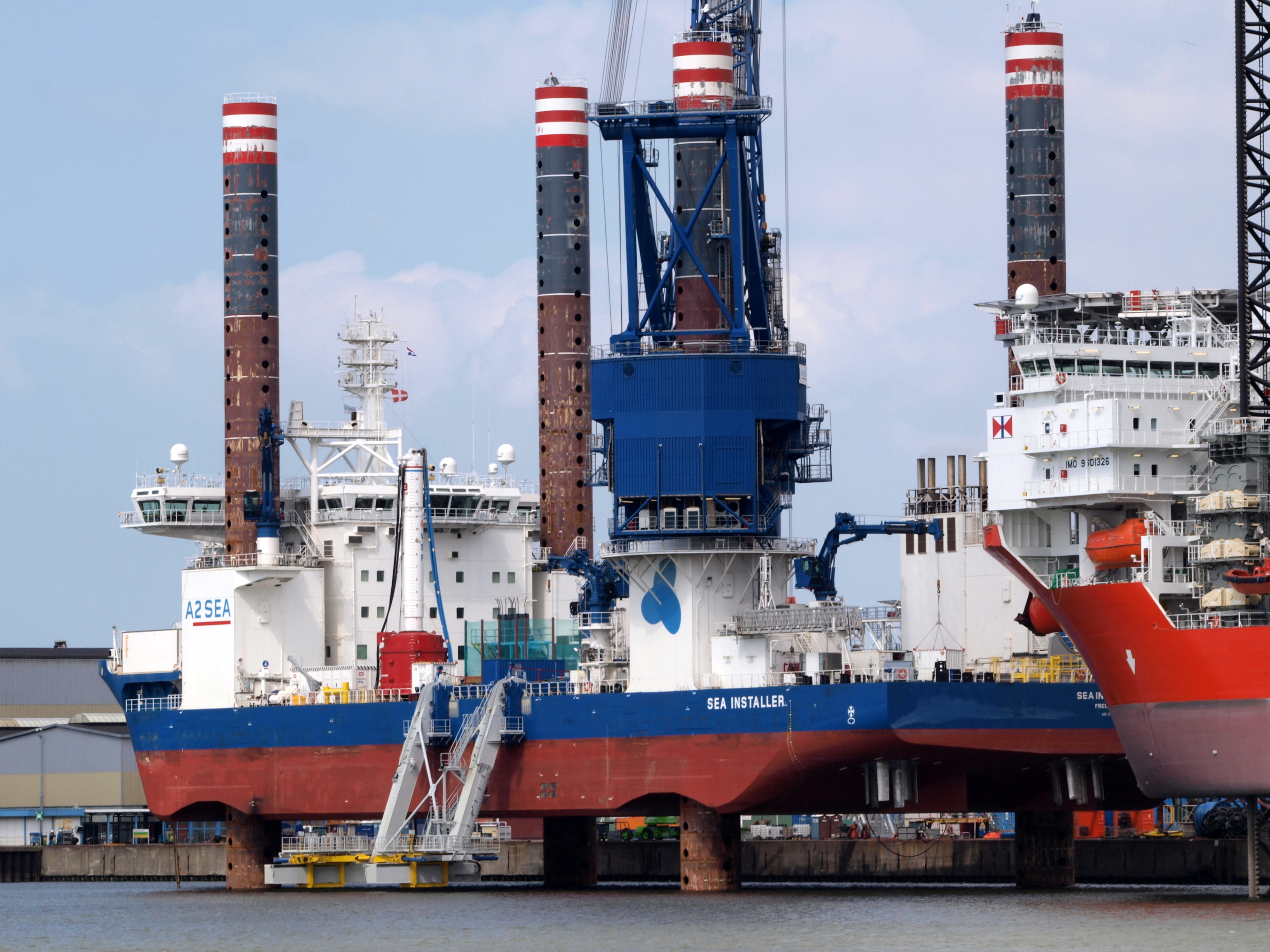
Jackup a gambe cilindriche e sistema di sollevavamento a fori e pioli

Le gambe sono quelle strutture metalliche che sorreggono lo scafo quando l'unità navale è sollevata. Devono essere dimensionate in modo tale da sollevare lo scafo sopra le onde in tempesta, contrastare le correnti, resistere alla forza del vento e trasmettere i carichi di lavoro, ambientali e il peso della struttura al terreno.
Vengono utilizzati principalmente 2 tipi di gambe: Cilindriche e a Strutture Reticolari.
Le gambe cilindriche sono grossi tubi vuoti di metallo. Queste sono meno ingombranti e facili da fabbricare ma diventano troppo pesanti oltre certe profondità.
Le gambe a travature reticolari sono meno pesanti e oppongono meno resistenza alle correnti marine e al vento ma hanno lo svantaggio di essere di più difficile costruzione e quindi più costose.
Sebbene i primi jackup siano stati disegnati con 6 o 8 gambe, e in seguito siano diventati popolari con 4 gambe, oggi la gran parte delle unità ha 3 gambe.
Al fondo delle gambe sono presenti i "Footings" o degli "Spoudcan", strutture metalliche con la funzione di aumentarne la superficie resistente fra gamba e suolo. Di solito gli spudcan sono di forma conica, poligonale, circolare o quadrata con le superfici superiori e inferiori inclinate. Il design dello spudcan è in funzione del tipo di suolo nel quale si deve operare.

### Sistema di sollevamento
Tutti i jackup sono provvisti di un meccanismo che permette di sollevare e abbassare lo scafo. Il tipo più semplice di sistema di sollevamento è basato su una combinazione di fori (sulle gambe) e pioli. Tuttavia la maggior parte dei jackup in utilizzati oggi fa uso di un sistema a pignoni e cremagliera.
I pignoni sono azionati da motori idraulici o elettrici. Nei motori elettrici la velocità di rotazione cambia in funzione del carico in modo da avere una quanto più uniforme distribuzione dei carichi fra i vari pignoni.
Una volta eseguito il sollevamento (o l'abbassamento) dello scafo, i carichi ambientali, il peso e i carichi di lavoro devono essere trasferiti tra gambe e scafo. Per molti jackup questo scambio avviene attraverso il sistema di sollevamento, mentre altri usano un sistema di fissaggio. Jackup senza sistema di fissaggio in genere richiedono delle gambe più robuste.

## Fasi operative

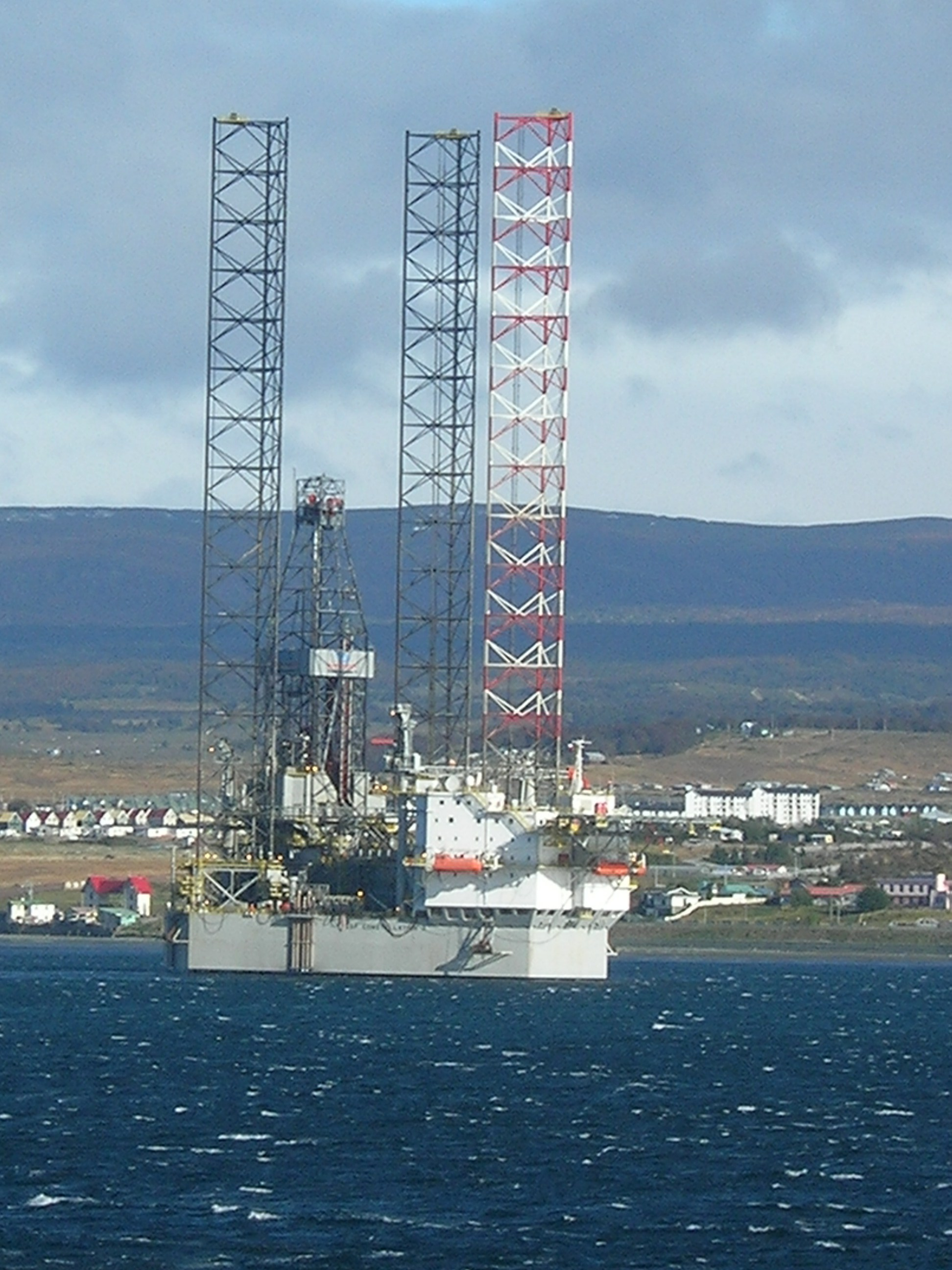
Esempio di jackup in navigazione

I jackup operano in 3 modi: transito da un luogo all'altro, elevati sulle proprie gambe, e in jacking durante la fase di sollevamento o abbassamento.

### Transito
A seconda del modello, il jackup può muoversi per mezzo di motori propri o con l'ausilio di rimorchiatori. In alcuni casi, il trasporto avviene caricando la struttura su una nave cargo ("dry transit"). 
I problemi associati alla fase di transito sono diversi. I principali consistono nel:
- contrastare le forze di inerzia generate dall'oscillare delle gambe;
- garantire la permeabilità dello scafo;
- garantire l'equilibrio idrostatico;
- garantire un saldo posizionamento del carico in modo da evitare spostamenti dovuti alle oscillazioni.

In genere le operazioni di transito si distinguono in:
- field move: il jackup si muove galleggiando sul proprio scafo, le condizioni ambientali sono buone e la navigazione non richiede più di 12 ore;
- extended field move: le condizioni sono identiche a quelle del field move, ma la durata della navigazione va dalle 12 ore a un paio di giorni (in ogni caso, il porto più lontano non può essere a meno di 12 ore di navigazione);
- wet ocean tow: la durata di navigazione è superiore alle 12 ore e le condizioni ambientali possono essere più difficili e accorgimenti speciali potrebbero essere richiesti. La navigazione avviene, ancora una volta, galleggiando sul proprio scafo;
- dry ocean Tow: il jackup non si muove galleggiando sul proprio scafo ma viene caricato su una nave cargo.

### Arrivo e precarico
Una volta arrivato a destinazione, una o più gambe del jackup vengono abbassate fino a toccare il fondale marino. In questa fase l'unità non viene saldamente fissata al suolo ma solamente temporaneamente appoggiata. Mediante l'utilizzo di ancore e rimorchiatori, la struttura viene mossa lentamente e posizionata con precisione nel punto desiderato. Quando la struttura è stata posizionata con precisione avviene il "precaricamento" (preloading).
Per jackup a 3 gambe, durante questa operazione acqua di zavorra viene caricata a bordo dello scafo al fine di aumentare il carico sulle gambe e spingere queste dentro il suolo marino. Scopo del precaricamento è quello di assestare al meglio le gambe del jackup nel fondale e ridurre al minimo il rischio di inaspettati cedimenti del terreno ("punch-through") durante le operazioni di servizio. Il precarico genera un penetrazione più profonda degli spudcan nel suolo marino. La reazione verticale che lo spudcan riceve dal basso verso l'alto aumenta in modo quasi lineare con la penetrazione.
Quando il jackup ha 4 o più gambe il preloading viene eseguito caricando il peso della struttura su un paio di gambe alla volta. Questa procedura è anche nota come pre-driving e in genere non richiede l'uso di acqua di zavorra.

### Sollevamento
In seguito al preloading, l'acqua di zavorra viene scaricata in mare. Lo scafo viene sollevato fino ad una predeterminata altezza detta "air-gap". L'airgap è calcolata in modo tale che onde, maree e correnti agiscano solo sulle gambe senza mai interagire con lo scafo.
Durante la fase di sollevamento è importante tenere sotto controllo il livellamento dello scafo.
Quando la quota prefissata è raggiunta, il sistema di sollevamento viene fermato e, se presente, viene agganciato il sistema di fissaggio.

### Servizio
Una volta raggiunta la posizione e l'altezza prefissata, il jackup è pronto per svolgere la sua missione.
I jackup, grazie alla loro facilità d'installazione e disinstallazione, vengono in genere utilizzati nell'esplorazione di pozzi petroliferi, come imbarcazioni da costruzione (ad esempio nell'installazione di pale eoliche in mare aperto) e, in percentuale minore, come strutture alloggio o moduli temporanei supplementari.
Il jackup può operare solamente sotto certe condizioni ambientali. Quando le condizioni meteo (principalmente vento, visibilità e altezza delle onde) superano i limiti previsti dalle normative il jackup, per motivi di sicurezza, deve fermare la sua attività lavorativa e prendere determinati accorgimenti cautelativi. L'insieme degli accorgimenti dettati dalle norme vengono spesso indicate come "survival conditions".
I jackup possono essere collocati soltanto in acque relativamente poco profonde, in genere meno di 120 metri. Tuttavia, una classe specializzata di impianti, noti come premium o ultra-premium jackups, hanno capacità operativa in acque maggiormente profonde che arrivano fino a 150 metri.

## Estrazione degli Spudcan
Una volta compiuta la missione le gambe del jackup sono risollevate  e la piattaforma viene mossa verso la prossima destinazione. Tuttavia l'estrazione delle gambe può risultare molto problematica. Lo scafo viene abbassato fino al punto di galleggiamento e tramite il sistema di sollevamento si tirano su le gambe. Per estrarre le gambe dal fondo, la spinta che lo scafo riceve dall'azione dell'acqua, sommata all'azione del sistema di sollevamento,  deve essere superiore alla resistenza del suolo. Quindi la forza che spinge le gambe verso l'alto è limitata dalla spinta di galleggiamento della nave e dalla resistenza strutturale del sistema a di sollevamento. Se il suolo è soffice, e la penetrazione profonda, il sollevamento dello spudcan genera un aumento delle pressioni attorno ad esso con un aumento del risucchio alla base dello spudcan stesso (un po' ciò che succede quando si cammina con degli stivali dentro il fango e non si riesce più ad estrarre il piede dal fango).
Per ridurre la resistenza del suolo durante l'estrazione delle gambe, molti spudcan sono forniti di ugelli capaci di spruzzare acqua ad alta pressione. Questi ugelli sono collocati al di sopra e al di sotto dello spudcan e hanno lo scopo di facilitare il distacco del suolo dalle superfici dello spudcan riducendo in questo modo l'azione di risucchio.